# 氮化铪锶
氮化铪锶是一种无机化合物，化学式为SrHfN2。它可由Sr2N和HfN的固相反应得到。它是六方晶系晶体，空间群R3m，晶胞参数a=3.345，c=17.678，与α-NaFeO2同构，具有反磁性。它的间接能隙为1.139 eV，最小晶格热导率为0.984 W·m−1·K−1。